# Sally Deaver
Pour les articles homonymes, voir Deaver.
Sally Deaver, né le 14 décembre 1933 à Whitemarsh et morte le 14 août 1963 à Ambler, est une skieuse alpine américaine.

## Championnats du monde
| Épreuve / Édition         | Descente | Slalom géant | Slalom | Combiné |
| JO 1956 Cortina d'Ampezzo | 24e      | Argent       | 19e    | 8e      |

## Arlberg-Kandahar
- Meilleur résultat : 7e place dans le slalom 1958 à Sankt Anton